# Салак

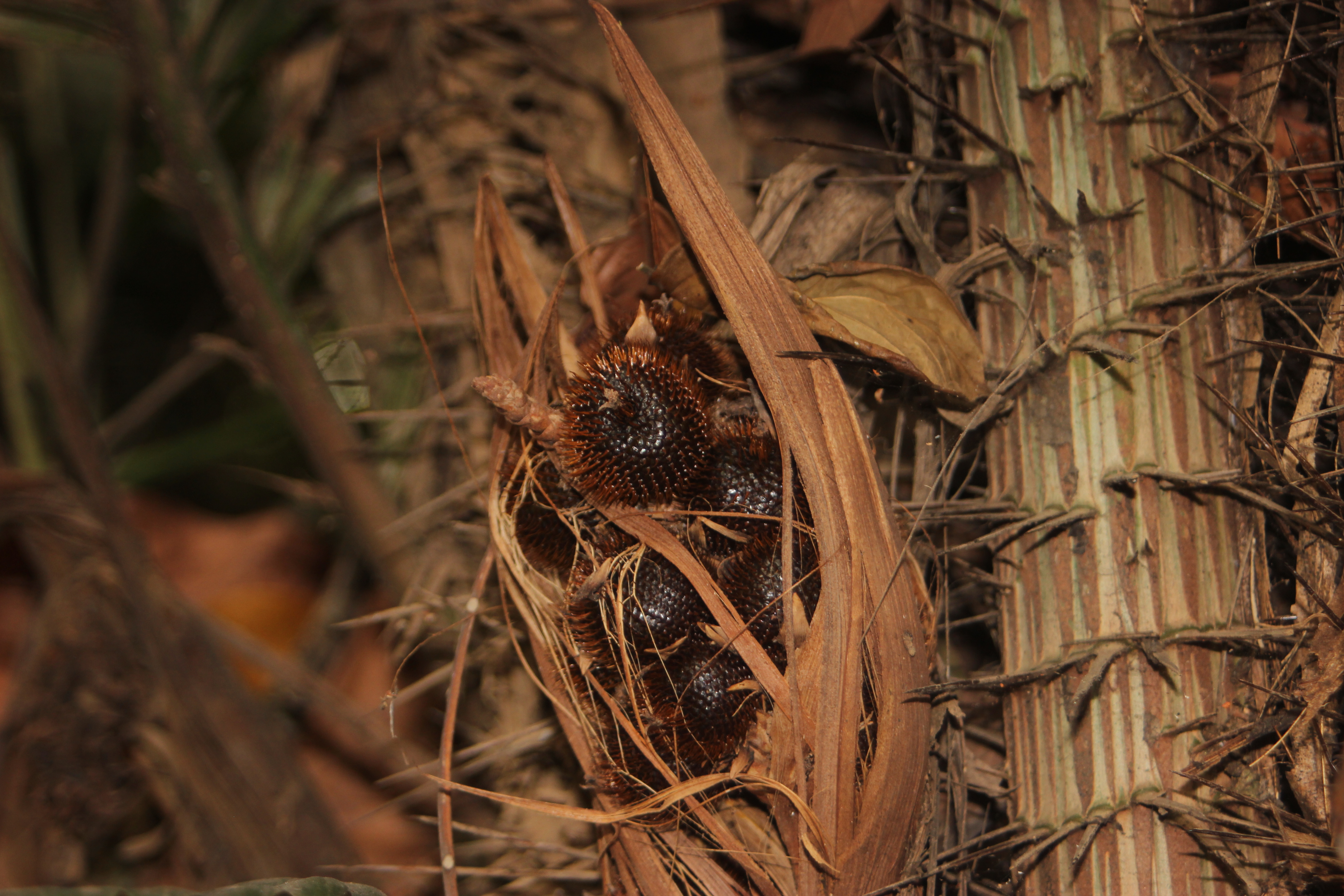
Пальма с плодами

Салак, или Салакка (лат. Salacca zalacca), «Змеиный фрукт» — древовидное плодовое растение семейства Пальмовые.

## Название
Растение известно также под названиями: в англоязычных странах — snake fruit, в Таиланде — sala, rakum, в Малайзии — salak, в Индонезии — salak.

## Описание

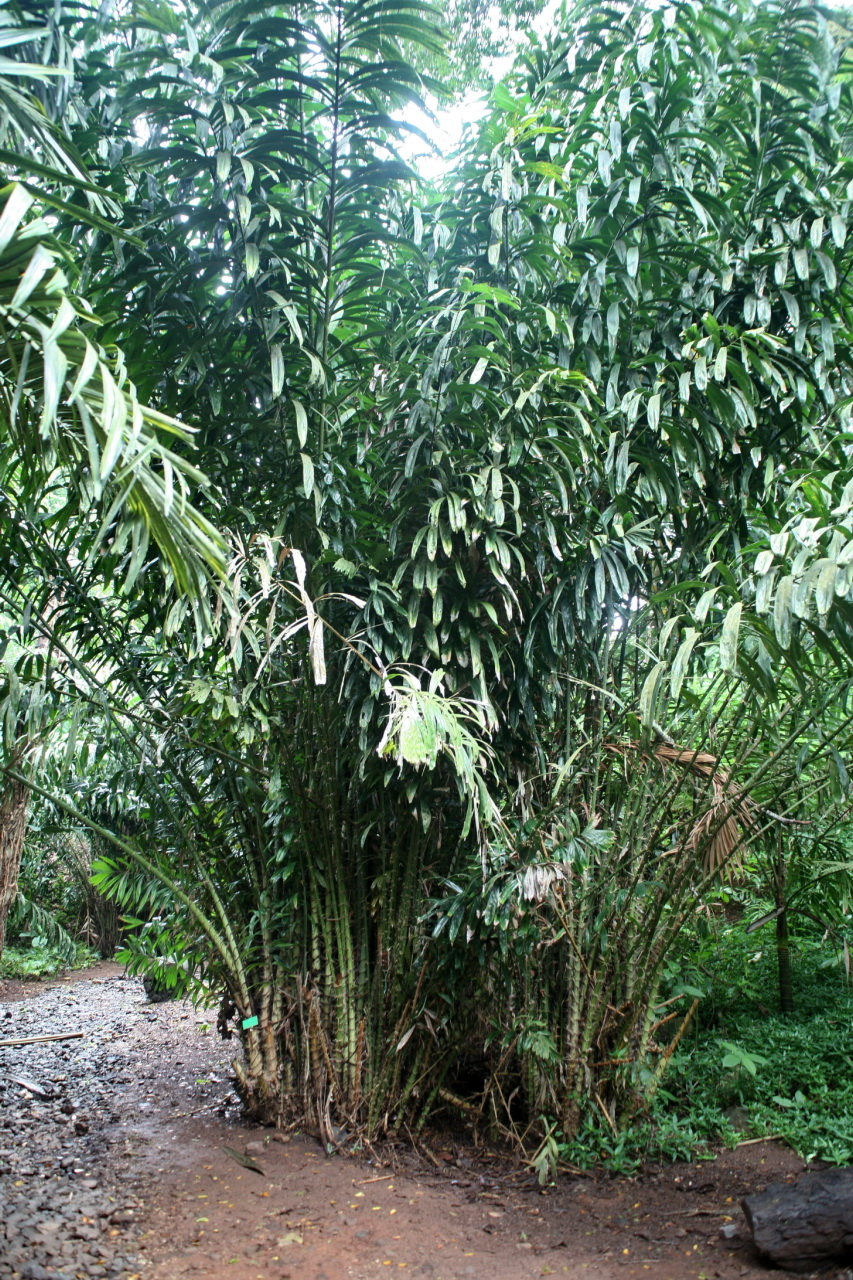
Пальмы, на которых растёт салак

Пальма высотой до 2 м с коротким узловатым стволом. Листья перистые, длиной 3—7 м с длинными черноватыми колючками на черешках и листовых влагалищах. Верхняя сторона листьев зелёная, глянцевая, нижняя — белёсая.
Растение двудомное. Мужские соцветия длинные, иногда более метра, булавовидной формы, женские более короткие — до 30 см.
Плоды овальной или грушевидной формы, клиновидно сужающиеся к основанию, диаметром 3—4 см, весом 50—100 г. Покрыты легко снимающейся чешуйчатой коричневой кожурой, напоминающей змеиную кожу. Мякоть бежевого цвета состоит из одного или нескольких сегментов. Приятный освежающий вкус плода напоминает ананас и банан с лёгким ореховым привкусом. Незрелый плод из-за высокого содержания танинов вяжет рот. Плод содержит 1—3 тёмно-коричневых овальных несъедобных косточки.

## Распространение

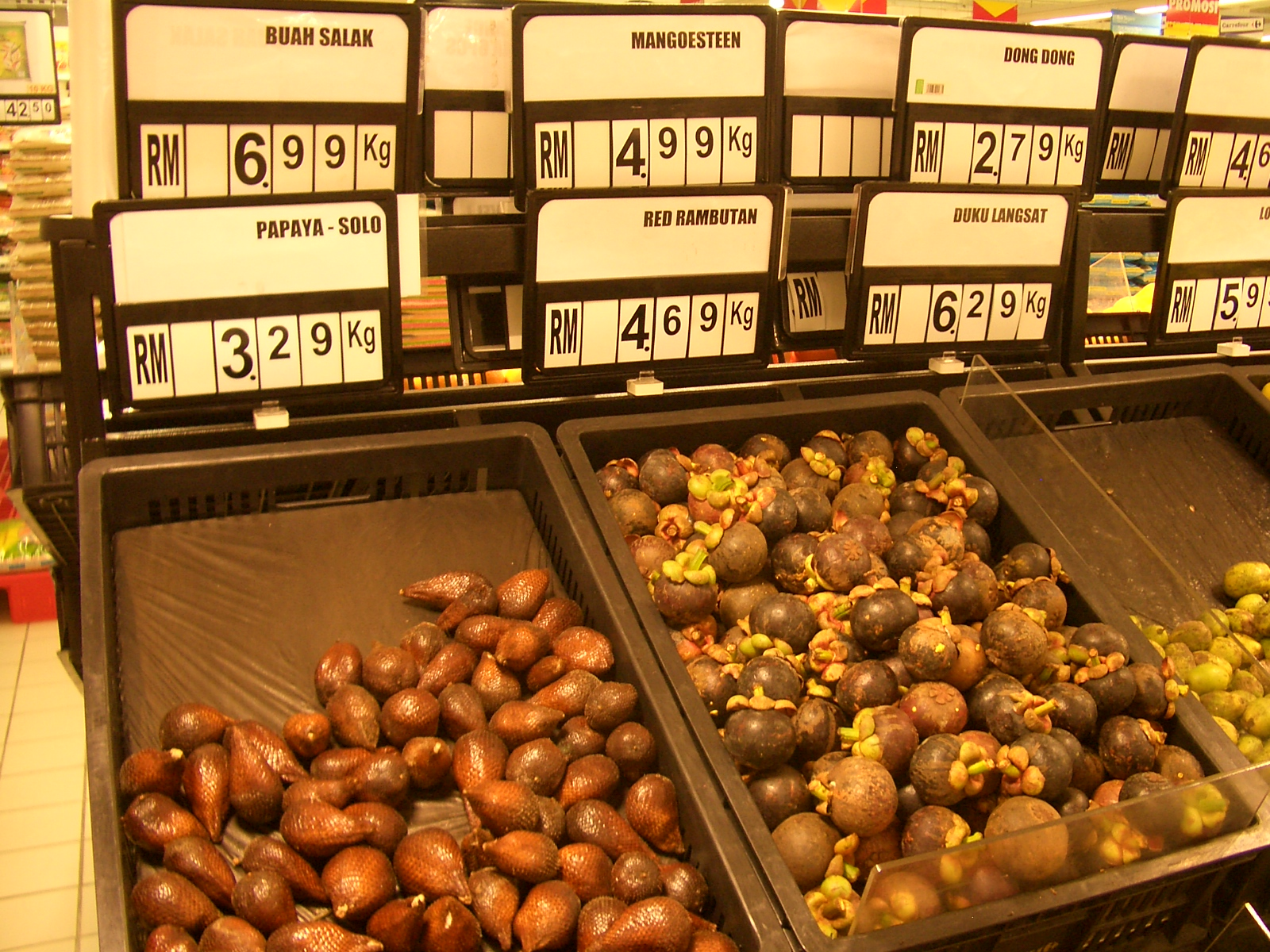
Салак и мангостин на лотке магазина в Малакке

Распространён, главным образом, в Юго-Восточной Азии. Сезон: в Таиланде и Малайзии июнь-август, в Индонезии — круглый год.
Популярный в Индонезии, Вьетнаме и Малайзии фрукт редко встречается в других странах. Считается, что самые вкусные плоды растут на Бали и около Джокьякарты на Яве. Однако многих европейцев отталкивает похожая на змеиную шкурка фрукта.
Некоторым любителям удается вырастить салак в домашних условиях из косточки. Плодоносить растение начинает года через четыре, при этом плоды вызревают в течение полугода.

## Использование
Плоды салака употребляются в пищу в сыром виде, из них готовят компоты, салаты. Недозрелые плоды маринуют.
Чтобы очистить фрукт, нужно аккуратно надрезать или надорвать чешуйчатую кожуру у края и снять её, как скорлупу с яйца.